# Schelomo
Schelomo: Rhapsodie Hébraïque per a violoncel i orquestra va ser l'obra final del cicle jueu del compositor Ernest Bloch. Schelomo (la forma hebrea de "Salomó") va ser escrita entre 1915 i 1916, i es va estrenar el 3 de maig de 1917, interpretada pel violoncel·lista Hans Kindler. Aleksandr Barjanski va dirigir el concert, que va tenir lloc al Carnegie Hall de Londres. Aquest concert va incloure altres obres del cicle jueu de Bloch, inclosa l'estrena de l'obra de Bloch, la Israel Symphony, que el mateix Bloch va dirigir. Three Jewish Tone Poems també era al concert, però s'havia estrenat dos mesos abans a Boston.

## Cicle jueu

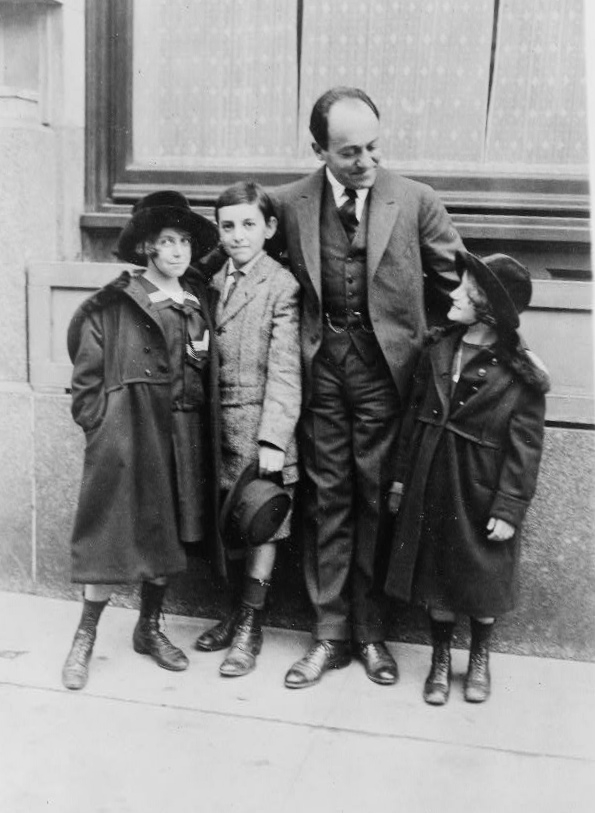
Ernest Bloch amb els seus fills Suzanne, Ivan i Lucienne

El Cicle fa referència a una sèrie de composicions de Bloch en les quals intentava trobar la seva identitat musical. Aquesta va ser la manera de Bloch d'expressar la seva concepció i interpretació personal de què creia que havia de ser la música jueva, ja que l'estat nacional jueu encara s'havia de formar, en el sentit més estricte, en el moment en què es van escriure aquestes obres d'inspiració bíblica. Aquestes obres inclouen: Three Jewish Tone Poems (1913); Preludi i Salms 114 i 137 per a soprano i orquestra (1912–1914); Salm 22 per a baríton i orquestra (1914); Israel: Symphony with voices (1912–1916); i Schelomo: Rhapsodie Hébraïque per a violoncel i orquestra (1916).

## Origen i context
Schelomo va ser l'obra final completada per Bloch abans d'anar a Amèrica el 1916. Inicialment concebut com un conjunt d'obra vocal el text del Llibre de l'Eclesiastè, el compositor va tenir problemes per decidir quin llenguatge utilitzar. Es va produir una trobada fortuïta entre Bloch i el violoncel·lista Barjanski, que va impressionar Bloch amb el seu domini de l'instrument, que tenia la inquietant qualitat vocal que imaginava per Schelomo. La paraula Schelomo, sent la forma hebrea de Salomó, utilitza el violoncel per representar la veu del rei Salomó. Si bé Bloch va buscar inspiració en la Bíblia per a aquesta composició, es tractava d'una estatueta de cera del rei Salomó, creada per Caterina Barjanski, esposa de l'amic de Bloch, el violoncel·lista Aleksandr Barjanski, a qui estava dedicada l'obra.

## Anàlisi
Bloch explica sobre l'obra el 1932, la qual descriu com una "psicoanàlisi" del seu procés creatiu inconscient, afirmant que el violoncel solista a "Schelomo" és la encarnació del Rei Salomó i que l'orquestra representa el món que l'envolta, així com les seves experiències vitals. A més, també diu que de vegades l'orquestra reflecteix els pensaments de Salomó mentre el violoncel solista expressa les seves paraules.
"Schelomo" està dividit en tres seccions, amb cada secció separada per l'ús de diferents textures i temes en forma cíclica. "Schelomo" està instrumentada per a tres flautes, dos oboès, corn anglès, dos clarinets en si♭, clarinet baix, dos fagots, contrafagot, quatre trompes en fa, tres trompetes en do, tres trombons, tuba, timbales, pandereta, caixa, bombo, plats, gong, celesta, dues arpes, violins (almenys dotze músics), violes (almenys deu), violoncels (almenys sis), contrabaixos (almenys quatre).

### Primera secció
A la primera secció, la textura de l'orquestra és transparent. Tant l'orquestra com el violoncel solista introdueixen i desenvolupen el material temàtic principal escoltat al llarg de la composició. Hi ha sis idees temàtiques essencials introduïdes en aquesta secció. L'obra comença amb un lament per al violoncel sol com la veu del rei Salomó, inspirada en el text, "Res no val el dolor que causa". "Tot això és vanitat". El següent tema, que transforma el lament fluent i cadencial en un motiu de dansa rítmica, és introduït per primera vegada pel violoncel. Aquest motiu apareixerà al llarg de l'obra, tant al violoncel sol com a l'orquestra, destacant la interacció de rols narratius. Després de concloure aquests dos temes de la introducció, la primera aparició de la cadenza apareix al violoncel sol. La cadenza s'utilitza per interrompre la peça tres vegades, representant el rebuig de Salomó a la vanitat que el món ofereix. Bloch descriu aquesta secció com les esposes i concubines de Salomó que intenten allunyar-lo dels seus pensaments. Al número 2 de l'assaig, el violoncel solista comença variacions sobre el tema de la dansa. Aquesta secció es desenvolupa amb grandesa cap a un clímax després d'una sèrie de motius orientals, finalment acabant amb una altra exposició de la cadència, una representació de l'aversió de Salomó, abans que comenci la següent secció.

### Segona secció
La segona secció introdueix per primera vegada el tema i la textura semblants al xofar a la peça, que és interpretada per la celesta. Després es passa el tema al fagot. Un cop introduït aquest nou tema, el violoncel sol torna immediatament al motiu de la cadenza. Aquesta iteració de la cadenza posa de manifest el conflicte entre el solista i l'orquestra. Posat en contrapunt amb el nou tema, el violoncel lluita contra la direcció que pren l'orquestra. La presentació agressiva de l'orquestra obliga el violoncel a unir-se, reivindicant el tema a un ritme encara més ràpid. Aquesta secció es continua construint i accelerant fins que es produeix el clímax més gran de la peça. Aquest és el punt en què Salomó declara: "Vanitat de vanitats, tot és vanitat! Res!" L'agitació de l'orquestra disminueix i s'esvaeix en la distància.

### Secció final
La secció final de Schelomo està marcada andante moderato i no introdueix cap material temàtic nou, en canvi, els canvis de textura i els temes principals de la secció anterior es desenvolupen considerablement fins al final. Tot i que està molt orquestrat, el tema del violoncel no es veu afectat per les influències circumdants, cosa que el diferencia de les declaracions anteriors a l'obra. A més, la introducció de segones majors en el tema principal, que abans era molt cromàtic, alleuja la tensió. Els compassos finals de la peça reiteren el tema de la cadenza com un epíleg desanimat. Aquest últim intent del motiu cadencial il·lustra l'enfonsament final de Salomó en el silenci.

## Recepció
El 1921, el crític italià Guido Gatti va escriure sobre Schelomo que Bloch "havia assolit la perfecció de la seva música... El violoncel, amb la seva amplitud de frases, ara melòdic i amb moments de magnífic lirisme, ara declamatori i amb llums i ombres dramàtiques, s'adapta a una reencarnació de Salomó i tota la seva glòria... L'orquestra palpita amb tots els colors de l'arc de Sant Martí; de l'orquestració vigorosa i transparent sorgeixen onades de so que semblen elevar-se en estupends vòrtexs i caure en una pluja de miríades de gotes iridescents".